# Eublemma pennula
Eublemma pennula is een vlinder uit de familie van de spinneruilen (Erebidae). De wetenschappelijke naam van deze soort is voor het eerst voorgesteld als Thalpochares pennula door Cajetan Freiherr von Felder, Rudolf Felder en Alois Friedrich Rogenhofer in een publicatie uit 1875.

## Verspreiding
De soort komt voor in het Afrotropisch gebied waaronder Sierra Leone, Jemen, Ethiopië, Kenia, Tanzania, Zimbabwe, Zuid-Afrika, Eswatini en Madagaskar.

## Waardplanten
De rups leeft op Microglossa spec. (Asteraceae).